# Kate Lister
|  | No s'ha de confondre amb Kate Lester. |

Kate Lister   (Ulverston, 1981) és una conferenciant, escriptora i bloguera britànica, professora d'universitat, historiadora, escriptora, i investigadora, especialitzada en l'època victoriana i la història de la sexualitat humana a la Leeds Trinity University. Publica a través del seu projecte Whores of Yore iniciat el 2016, en el qual exposa temes de sexualitat positiva, interdisciplinarietat, projectes de recerca i arxiu, dedicats a explorar la història de la sexualitat humana i els reptes de la vergonya i els estigmes. Participa en actes i presentacions arreu del món, amb el suport de milers de seguidors. A Whores of Yore s'hi pot trobar una plataforma amb recursos acadèmics, activistes, de treball sexual, arxivístics, recerca i històries sobre estudis de la sexualitat. La seva pàgina web ofereix imatges, anècdotes, documents, dades rellevants, per a tota mena de públics, debats i intercanvis de coneixement, un lloc on publicar articles, continguts visuals i podcasts.
La doctora Kate Lister és professora a l'Escola d'Arts i Comunicació de la Universitat de Leeds Trinity. Kate ha publicat treballs sobre humanitats mèdiques, cultura material, estudis victorians i neomedievalisme. I escriu regularment sobre la història de la sexualitat per a inews, Vice i Wellcome Trust. Kate va guanyar el Sexual Freedom Publicist of the Year Award el 2017.

## Obra
- Lister, Kate. A curious history of sex.  Londres: Unbound, 2020, p. 384. ISBN 1783528052.
- Lister, Kate. Harlots, whores & hackabouts : a history of sex for sale.  Londres: Thames & Hudson Ltd, 2021, p. 256. ISBN 9780500252444.